# Lista de municípios do Irã

Regiões do Irã.

As províncias do Irão estão subdivididas em regiões chamadas em persa: شهرستان; romaniz.: shahrestān, uma área dentro de uma província (ostan), e que consiste em uma cidade, poucos distritos (em persa: بخش; lit.  "bakhsh ") e muitos vilarejos ao seu redor. Existem comumente poucas cidades (em persa: شهر; romaniz.: shahr) e aglomerações rurais (em persa: دهستان; romaniz.: dehestān) em cada região. Aglomerações rurais são agrupamentos de vilarejos. Um das cidades da região é nomeada como capital.
A palavra shahrestan vem das palavras persas šahr ("cidade") e stân ("província, estado"). Município, portanto, é quase equivalente a Shahrestan.
Os municípios estão listados abaixo, classificados por província:

## Ardabil
- Município de Ardabil
- Município de Bilasavar
- Município de Germi
- Município de Khakhal
- Município de Kowsar
- Município de Mesguinxar
- Município de Namin
- Município de Nir
- Município de Parsabade

## Azerbaijão Ocidental
- Município de Bukan
- Município de Chaldoran
- Município de Khoy
- Município de Maabade
- Município de Macu
- Município de Miandoab
- Município de Naqadeh
- Município de Oshnavieh
- Município de Piranshahr
- Município de Salmas
- Município de Sardasht
- Município de Shahindej
- Município de Takab
- Município de Urmia

## Azerbaijão Oriental
- Município de Ahar
- Município de Ajabshir
- Município de Azarshahr
- Município de Bonab
- Município de Bostanabade
- Município de Charuymaq
- Município de Haris
- Município de Hashtrud
- Município de Jolfa
- Município de Kalibar
- Município de Malekan
- Município de Maragheh
- Município de Marand
- Município de Mianeh
- Município de Osku
- Município de Sarab
- Município de Shabestar
- Município de Tabriz
- Município de Varzaqan

## Bushehr
- Município de Bushehr
- Município de Dashtestan
- Município de Dashti
- Município de Dayyer
- Município de Deylam
- Município de Ganaveh
- Município de Jam
- Município de Kangan
- Município de Tangestan

## Chahar Mahaal e Bakhtiari
- Município de Ardal
- Município de Borujen
- Município de Farsan
- Município de Kuhrang
- Município de Lordegan
- Município de Shahrekord

## Coração do Norte
- Município de Bojnurd
- Município de Isfarayen
- Município de Jajrom
- Município de Maneh-o-Samalqan
- Município de Xirvão

## Coração do Sul
- Município de Birjand
- Município de Darmian
- Município de Ferdows
- Município de Nehbandan
- Município de Qaen
- Município de Sarayan
- Município de Sarbisheh

## Curdistão
- Município de Baneh
- Município de Bijar
- Município de Divandarreh
- Município de Kamyaran
- Município de Marivan
- Município de Qorveh
- Município de Sannandaj
- Município de Saqqez
- Município de Sarvabade

## Fars
- Município de Abadeh
- Município de Arsanjan
- Município de Bavanat
- Município de Darab
- Município de Eqlid
- Município de Estahban
- Município de Farashband
- Município de Fasa
- Município de Firuzabade
- Município de Jahrom
- Município de Kazerun
- Município de Khorrambid
- Município de Lamerd
- Município de Laristão
- Município de Mamasani
- Condado de Marvdasht
- Município de Mehr
- Município de Neyriz
- Município de Qir-o-Karzin
- Município de Sepidan
- Município de Xiraz
- Município de Zarrindasht

## Guilão
- Município de Amlash
- Município de Astara
- Município de Astane-ye-Ashrafiyeh
- Município de Bandar-e-Anzali
- Município de Fuman
- Município de Lahijan
- Município de Langrud
- Município de Masal
- Município de Rasht
- Município de Rezvanshahr
- Município de Rudbar
- Município de Rudsar
- Município de Shaft
- Município de Siahkal
- Município de Some'e-sara
- Município de Talesh

## Golestão
- Município de Aliabade
- Município de Aqqala
- Município de Azadshahr
- Município de Bandar-e-gaz
- Município de Bandar-e-Torkaman
- Município de Gonbad-e-Kavus
- Município de Gurgã
- Município de Kolaleh
- Município de Kordkuy
- Município de Minudasht
- Município de Ramian

## Hamadã
- Município de Asadabade
- Município de Bahar
- Município de Hamadã
- Município de Kabudrahang
- Município de Malayer
- Município de Nemavande
- Município de Razan
- Município de Tuyserkan

## Hormusgão
- Município de Abumusa
- Município de Bandar-Abbas
- Município de Bandar-Lengeh
- Município de Bastak
- Município de Gavbandi
- Município de Hajiabade
- Município de Jask
- Município de Minab
- Município de Qeshm
- Município de Rudan

## Ilam
- Município de Abdanan
- Município de Darrehshahr
- Município de Dehloran
- Município de Eevan
- Município de Ilam
- Município de Mehran
- Município de Shirvan-o-Chardavol

## Ispaã
- Município de Aran-o-Bidgol
- Município de Ardestan
- Município de Borkhar-o-Meymeh
- Município de Chadegan
- Município de Falavarjan
- Município de Fereydan
- Município de Fereydunshahr
- Município de Golpayegan
- Município de Ispaã
- Município de Caxã
- Município de Khansar
- Município de Khomeinishahr
- Município de Lenjan
- Município de Semirom Inferior
- Município de Mobarakeh
- Município de Nain
- Município de Najafabade
- Município de Natanz
- Município de Semirom
- Município de Shahreza
- Município de Tiran-o-Korun

## Carmânia
- Município de Anbarabade
- Município de Baft
- Município de Bam
- Município de Bardsir
- Município de Jiroft
- Município de Kahnuj
- Município de Carmânia
- Município de Manujan
- Município de Rafsanjan
- Município de Ravar
- Município de Shahr-e-Babak
- Município de Sirjan
- Município de Zarand

## Quermanxá
- Município de Gilan-e-gharb
- Município de Harsin
- Município de Islamabad-e-gharb
- Município de Javanrud
- Município de Kangavar
- Município de Quermanxá
- Município de Paveh
- Município de Qasr-e-Shirin
- Município de Sahneh
- Município de Sarpol-e-Zahab
- Município de Solas-e-Babajani
- Município de Sonqor

## Cuzistão
- Município de Abadã
- Município de Ahvaz
- Município de Andimeshk
- Município de Baghmalek
- Município de Behbahan
- Município de Dasht-e-Azadegan
- Município de Dezful
- Município de Hendijan
- Município de Izeh
- Município de Khorramshahr
- Município de Lali
- Município de Mahshahr
- Município de Masjed-Soleyman
- Município de Ramhormoz
- Município de Shadegan
- Município de Shush
- Município de Shushtar

## Kohkiluyeh e Buyer Ahmad
- Município de Bahmai
- Município de Boyer-Ahmad
- Município de Dena
- Município de Gachsaran
- Município de Kohgeluyeh

## Lorestão
- Município de Aligudarz
- Município de Azna
- Município de Borujerd
- Município de Delfan
- Município de Dorud
- Município de Khorramabad
- Município de Kuhdasht
- Município de Poldokhtar
- Município de Selseleh

## Marcazi
- Município de Ashtian
- Município de Arak
- Município de Delijan
- Município de Khomein
- Município de Komeijan
- Município de Mahallat
- Município de Saveh
- Município de Shazand
- Município de Tafresh
- Município de Zarandieh

## Mazandarão
- Município de Amol
- Município de Babol
- Município de Babolsar
- Município de Behshahr
- Município de Chalus
- Município de Juybar
- Município de Mamudabade
- Município de Neka
- Município de Noshahr
- Município de Nur
- Município de Qaemshahr
- Município de Ramsar
- Município de Sari
- Município de Savadkuh
- Município de Tonekabon

## Gasvim
- Município de Abyek
- Município de Buin-Zahra
- Município de Gasvim
- Município de Takestan

## Qom
- Município de Qom

## Razavi Coração
- Município de Bardaskan
- Município de Chenaran
- Município de Dargaz
- Município de Fariman
- Município de Gonabade
- Município de Kalat
- Município de Kashmar
- Município de Khaf
- Município de Calilabade
- Município de Mashhad
- Município de Neyshabur
- Município de Qaenat
- Município de Cuchã
- Município de Rashtkhar
- Município de Sabzevar
- Município de Sarakhs
- Município de Taibade
- Município de Torbat-e-Jam
- Município de Torbat-e-Heydarieh

## Semnã
- Município de Dangã
- Município de Garmsar
- Município de de Semnã
- Município de Shahrud

## Sistão-Baluchistão
- Município de Chabahar
- Município de Iranshahr
- Município de Khash
- Município de Nikshahr
- Município de Saravan
- Município de Sarbaz
- Município de Zabol
- Município de Zahedan

## Teerã
- Município de Damavand
- Município de Firuzkuh
- Município de Islamshahr
- Karaj
- Município de Nazarabade
- Município de Pakdasht
- Município de Robat-Karim
- Município de Rey
- Município de Savojbolagh
- Município de Shemiranat
- Município de Shahriar
- Município de Teerã
- Município de Varamin

## Yazd
- Município de Abarkuh
- Município de  Ardekan
- Município de Bafq
- Município de Khatam
- Município de Mehriz
- Município de  Meybud
- Município de Sadugh
- Município de Tabas
- Município de Taft
- Município de Yazd

## Zanjã
- Município de Abhar
- Município de Eejrud
- Município de Khodabandeh
- Município de Khorramdarreh
- Município de Mahneshan
- Município de Tarom
- Município de Zanjã